# Export (bier)
Export is een bier van lage gisting.
In Duitsland slaat het vooral op het biertype Dortmunder.
In België is het de naam geworden voor een biertype dat minder sterk is dan pils. Door het lagere stamwortgehalte werd er minder accijns op geheven. Hierdoor was het goedkoper dan pils en populairder bij de arbeidersklasse tussen 1925 en 1975. Sinds de jaren tachtig van de twintigste eeuw is het veelal verdrongen door pils.
Voorbeelden van Belgische exports:
- BLAUW van Brouwerij Bockor
- Super 8 Export van Brouwerij Haacht
- Pax Pils van Brouwerij Sint-Jozef
- Vedett van Brouwerij Moortgat (geherpositioneerd als luxepils)
- Krüger Export van Brouwerij Krüger (tegenwoordig eigendom van Anheuser-Busch InBev)
- De Poes Export van Brouwerij De Poes